# 紫昌冬青
紫昌冬青（学名：Ilex tsoii）是冬青科冬青属的植物，为中国的特有植物。分布在中国大陆的湖南、安徽、广西、浙江、江西、四川、贵州、广东、湖北、福建等地，生长于海拔510米至2,600米的地区，多生于疏林、山谷密林或路旁灌丛中，目前已由人工引种栽培。